# Aphis uvaeursi
Aphis uvaeursi är en insektsart som beskrevs av Ossiannilsson 1959. Aphis uvaeursi ingår i släktet Aphis och familjen långrörsbladlöss. Enligt den finländska rödlistan är arten otillräckligt studerad i Finland. Arten är reproducerande i Sverige. Artens livsmiljö är åsmoskogar. Inga underarter finns listade i Catalogue of Life.